# Bedford Bay (Bedford Basin)
Bedford Bay – zatoka (ang. bay) zatoki Bedford Basin w kanadyjskiej prowincji Nowa Szkocja, w hrabstwie Halifax; nazwa urzędowo zatwierdzona 3 lipca 1952.